# Samuel L. McCall
Samuel Leverte McCall (* 18. Juni 1940 in Panama City, Florida; † 18. Oktober 1995) war ein US-amerikanischer Physiker, der sich mit Laserphysik und Nichtlinearer Optik befasste.

## Leben
McCall studierte an der Florida State University mit dem Bachelor-Abschluss 1962 und an der University of California, Berkeley, an der er 1966 promoviert wurde und mit seinem Lehrer Erwin Hahn selbstinduzierte Transparenz entdeckte: Laserpulse konnten sich in einem Medium durch nichtlineare Wechselwirkung mit diesem ausbreiten, als ob dieses durchsichtig wäre, wenn die Pulse nur intensiv genug waren. McCall war damals Techniker bei den Forschungslaboratorien der Ford Motor Company in Sunnyvale, wo er dem dort als Berater tätigen Hahn auffiel, der ihn als Student nach Berkeley holte. Nach seiner Dissertation ging er an die Bell Laboratories in Murray Hill. McCall war dort in der Abteilung Low Energy Physics and Scattering und Distinguished Member of the Technical Staff. Er starb 1995 an Krebs.
An den Bell Labs befasste er sich sowohl theoretisch als auch experimentell mit optischer Bistabilität, Quanten-Interferometern und verschiedenen für die Integrierte Optik geeigneten Halbleiterlasern, wie Distributed Feedback Lasern (DFB, Halbleiterlasern mit verteilten Bragg-Gittern), Halbleiterlasern mit vertikalen Resonatoren (vertical cavity surface emitting lasers, quantum well vertical cavity laser), Mikrodisk-Lasern, Quantendrahtlaser (quantum wire laser) und mit Materialien mit photonischer Bandlücke.
Er befasste sich auch früh mit Adaptiver Optik in Spiegelteleskopen und wandte diese zum Studium von Supernovae an.
McCall entwickelte 1992 mit Kollegen an den Bell Laboratories Microdisk Laser. Die von ihnen veröffentlichte Arbeit in den Applied Physics Letters war eine der meistzitierten Arbeiten über Festkörperlaser. Die aktive Zone des Halbleiterlasers war wie eine Flüstergalerie um eine Scheibe angeordnet.
1989 wurde er Fellow der American Physical Society. 1990 erhielt er den Max Born Award für theoretische und experimentelle Pionier-Beiträge zu selbstinduzierter Transparenz und optischer Bistabilität.

## Schriften
- mit Anthony F. J. Levi, Richart Slusher, Stephen J. Pearton, Ralph A. Logan: Whispering gallery mode microdisk laser, Applied Physics Letters, Band 60, 1992, S. 289
- mit P. M. Platzman: An optimized {\displaystyle {\frac {\pi }{2}}} distributed feedback laser, IEEE J. Quantum Electronics, QE-21, 1985, S. 1899–1904